# Kroatisches Nationaltheater (Osijek)
Das Kroatische Nationaltheater (kroatisch Hrvatsko narodno kazalište) in Osijek (deutsch Esseg) geht auf die österreichische Zeit zurück.

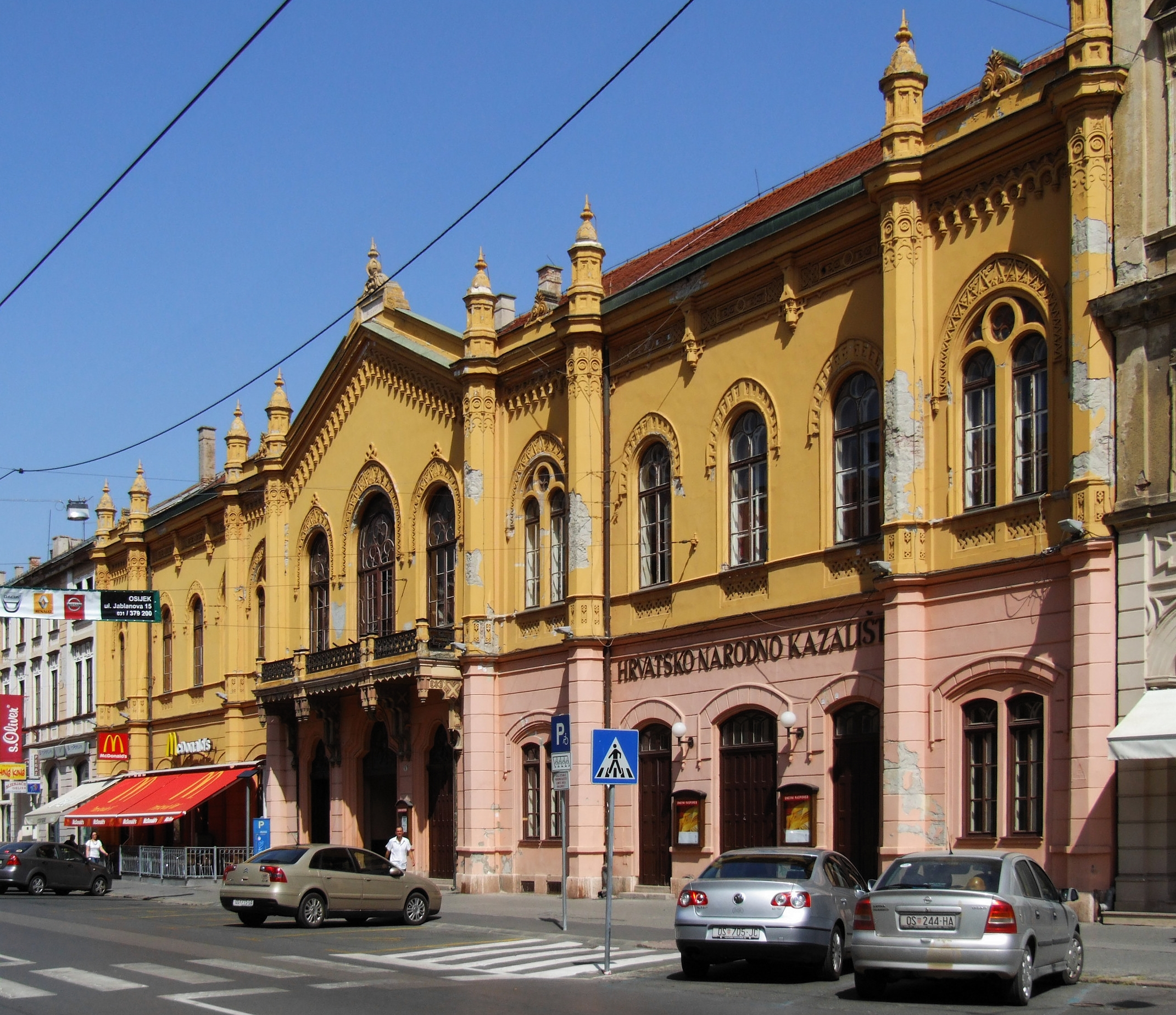
Kroatische Nationaltheater Osijek, 2012

## Geschichte
Als Grenzstadt an der Drau hatte Esseg ein entwickeltes Bürgertum mit einem großen Anteil Militär und schon im 18. Jahrhundert ein Theaterleben. Ein örtliches Jesuitentheater bestand bereits 1735. Erste Aufführungen deutschsprachiger Wandertruppen fanden 1750 und 1765 statt. Der älteste erhaltene Theaterzettel kündigt die Aufführung von Alane oder die Siegesfeier Alexanders des Großen von Alexander Bilderbeck für den 20. Februar 1818 an. Die meisten Darsteller der in den folgenden Jahren hier gastierenden deutschsprachigen Truppen kamen aus Ungarn.
Erst ab 1827/28 ist die Theatergeschichte genauer belegt. In einem Rundschreiben vom Mai 1827 verbot die Königlich Ungarische Statthalterei in Ofen der örtlichen Schuljugend den Besuch von Theatervorstellungen. Ab 1828 waren Gymnasialdirektoren als Theaterzensoren angestellt. So wurden 1827 fünfzehn Stücke nach ihrer Uraufführung verboten. Auch für Schillers Don Karlos machten die Behörden die Auflage, dass nach der neuesten Wiener Inszenierung gespielt werden müsse. Aus dem überlieferten Repertoire ist ersichtlich, dass das Theater von Esseg einen klaren Einfluss ungarischer Elemente hatte, ganz anders als das Theater der Provinzhauptstadt Zagreb/Agram, das unter Einfluss von Graz und Wien stand. Auch nach 1860, als in Zagreb die deutsche Theatertradition abbrach, bestand das deutsche Theater Esseg fort.
Der heutige Theaterbau wurde 1866 eröffnet. Der Bau nach Plänen von Karlo Klausner im Stil des Historismus wurde von einer Aktiengesellschaft finanziert. In den folgenden Jahrzehnten gastierten die Ensembles von Zagreb und das serbische aus Novi Sad oft im Theater.
1907 wurde die Gesellschaft zur Gründung eines dauerhaften kroatischen Theaters (Društvo za osnutak stalnog hrvatskog kazališta) gegründet, und es formierte sich ein kroatischsprachiges Ensemble, das das deutschsprachige Ensemble ablöste.
Das Gebäude des wurde bis 1985 mehrmals restauriert. Während des Kroatischen Unabhängigkeitskriegs, wurde das Gebäude 1992 von der serbischen Armee zerstört. Die Restaurierung wurde 1995 abgeschlossen.